# Itaipusa ruffinjonesi
Itaipusa ruffinjonesi är en plattmaskart som beskrevs av Tor Karling 1978. Itaipusa ruffinjonesi ingår i släktet Itaipusa och familjen Koinocystididae. Inga underarter finns listade i Catalogue of Life.